# Porcelana de Sèvres

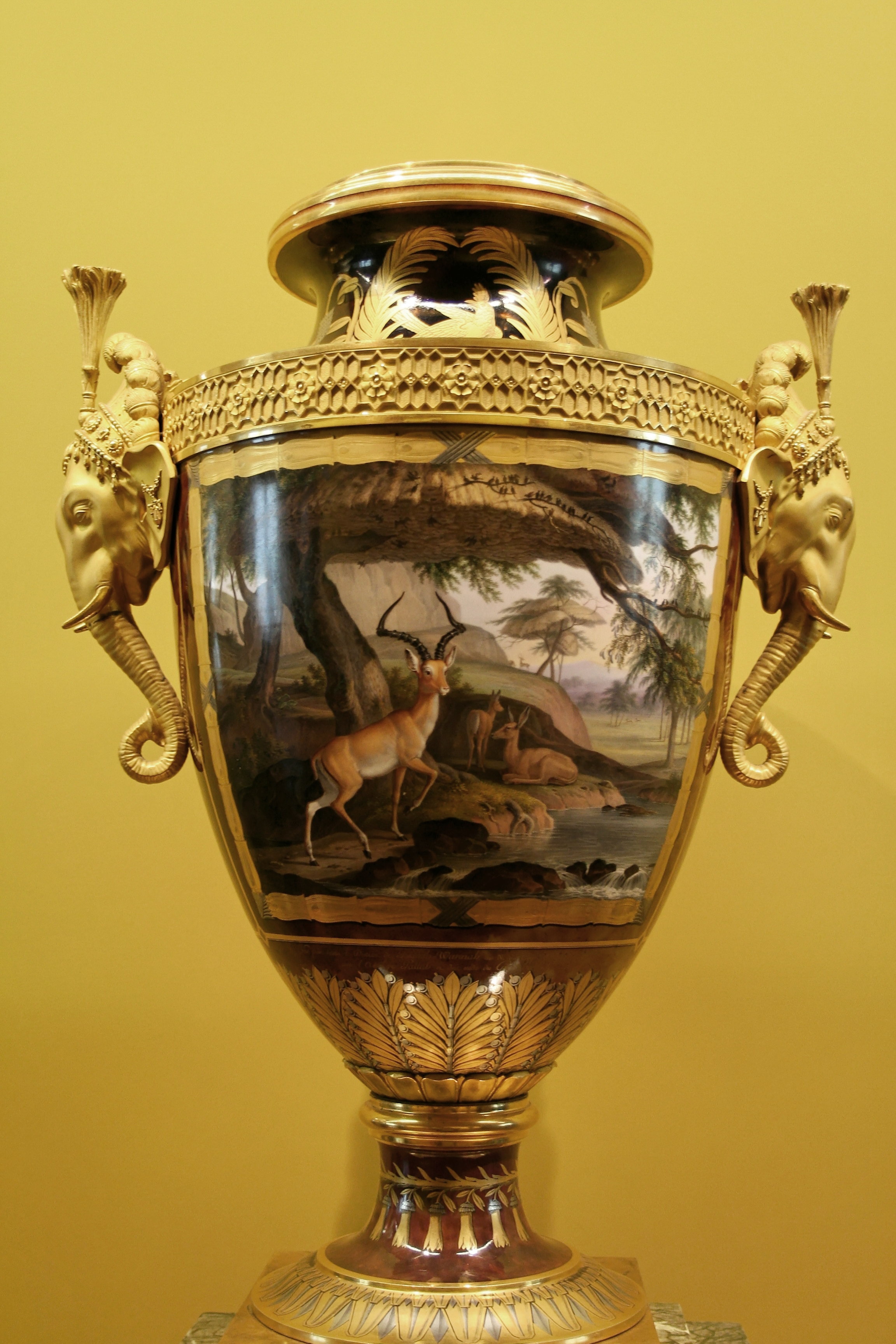
Vase Clodion, ofrecido por Luis XVIII a su hermano, futuro Carlos X (1817).

Porcelana de Sevres (Manufacture nationale de Sèvres) es una de las principales fábricas de porcelana europea, y se encuentra en la ciudad de Sèvres, Francia.
La industria fue nombrada sucesivamente a través de los regímenes políticos, manufactura real, imperial y nacional. Todavía en actividad, sigue fabricando los objetos creados desde 1740, aunque su producción en el siglo XXI está en gran medida orientada hacia una estética contemporánea. En el año 2010 se convirtió junto con el Museo nacional de cerámica de Sèvres, en Sèvres - Ciudad de la cerámica.

## Historia

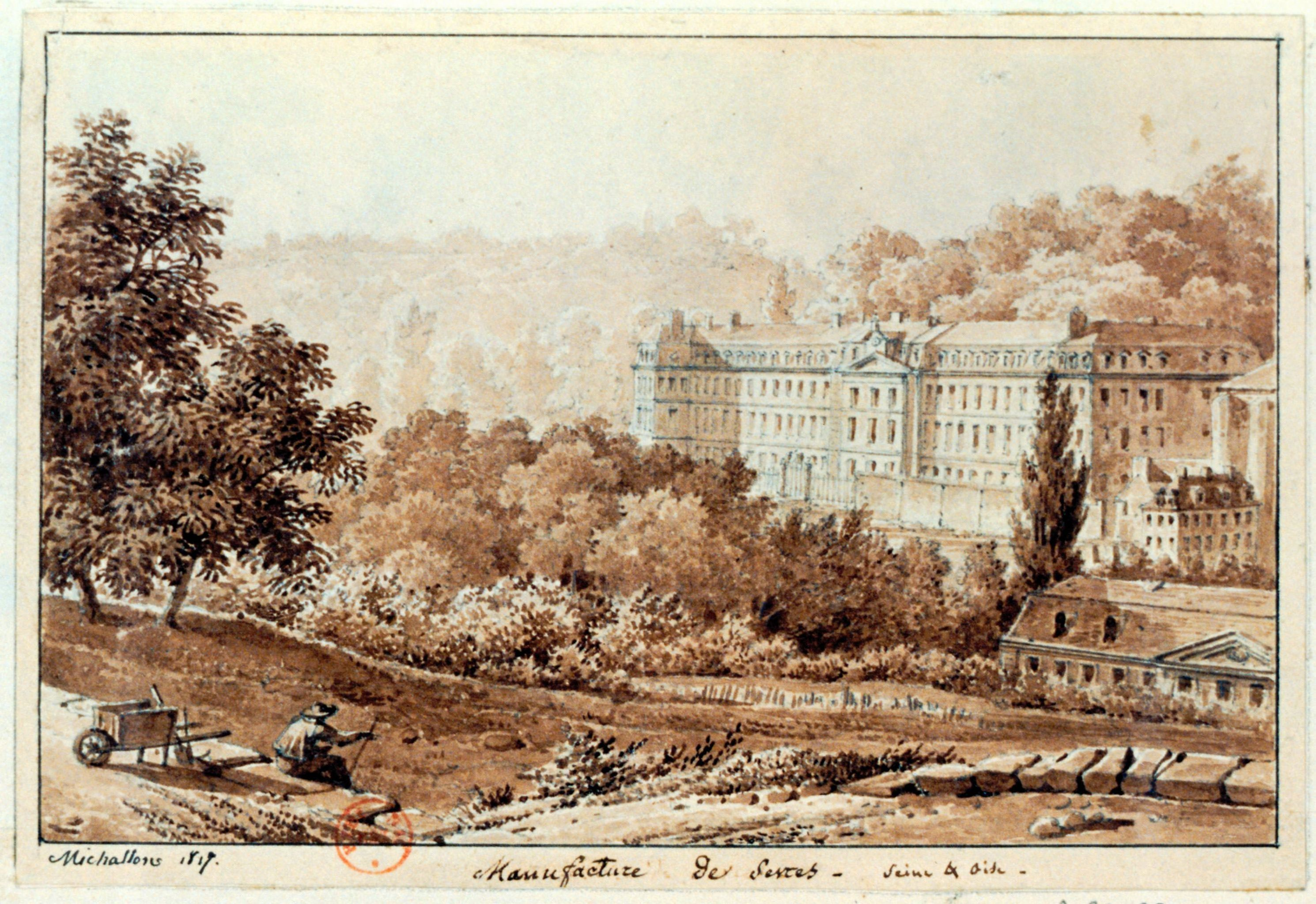
Manufacture de Sèvres, por Achille Etna Michallon.

En 1740, la Manufactura de Vincennes se fundó con el apoyo de Luis XV y Madame de Pompadour. Los primeros experimentos fueron hechos por los hermanos Robert y Gilles Dubois que procedían de Chantilly, para competir con las producciones de la porcelana de Meissen y de Chantilly, hacia 1745 se obtuvieron grandes resultados bajo la dirección del matrimonio Gravant, sobre todo con la creación de modelos de flores de porcelana para decorar lámparas u otros usos. En 1756 la fábrica fue trasladada a Sèvres a un edificio construido por iniciativa de Madame de Pompadour, cerca de su castillo de Bellevue. La manufactura se adjunta como real factoría en 1759.

### Edificio
El edificio fue construido entre 1753 y 1756 por el arquitecto Laurent Lindet en la ubicación de la finca llamada «la Guyarde» Con una longitud de ciento treinta metros y cuatro pisos de altura. Desde ambos lados del pabellón central, coronado con un frontón sobre el que se encuentra el reloj de la antigua manufactura real, el edificio se desarrolla en dos largas alas terminadas en su dos extremos por pabellones en ángulo. El pabellón central está precedido por una tribuna, cerrada por una gran verja de hierro forjado. Frente a la fábrica se realizó una plaza con forma de media luna para permitir el estacionamiento de las carrozas de los visitantes.
En la planta baja del edificio se almacenaban las reservas de tierras y los depósitos de materias primas. La primera planta albergaba los talleres de piezas de modelaje, yeso, escultura y grabado, así como los hornos. En el segundo piso estaban los escultores, torneros y talleres de reparación. Por último, el piso bajo el techo albergó a los pintores y doradores.

### Primeras producciones

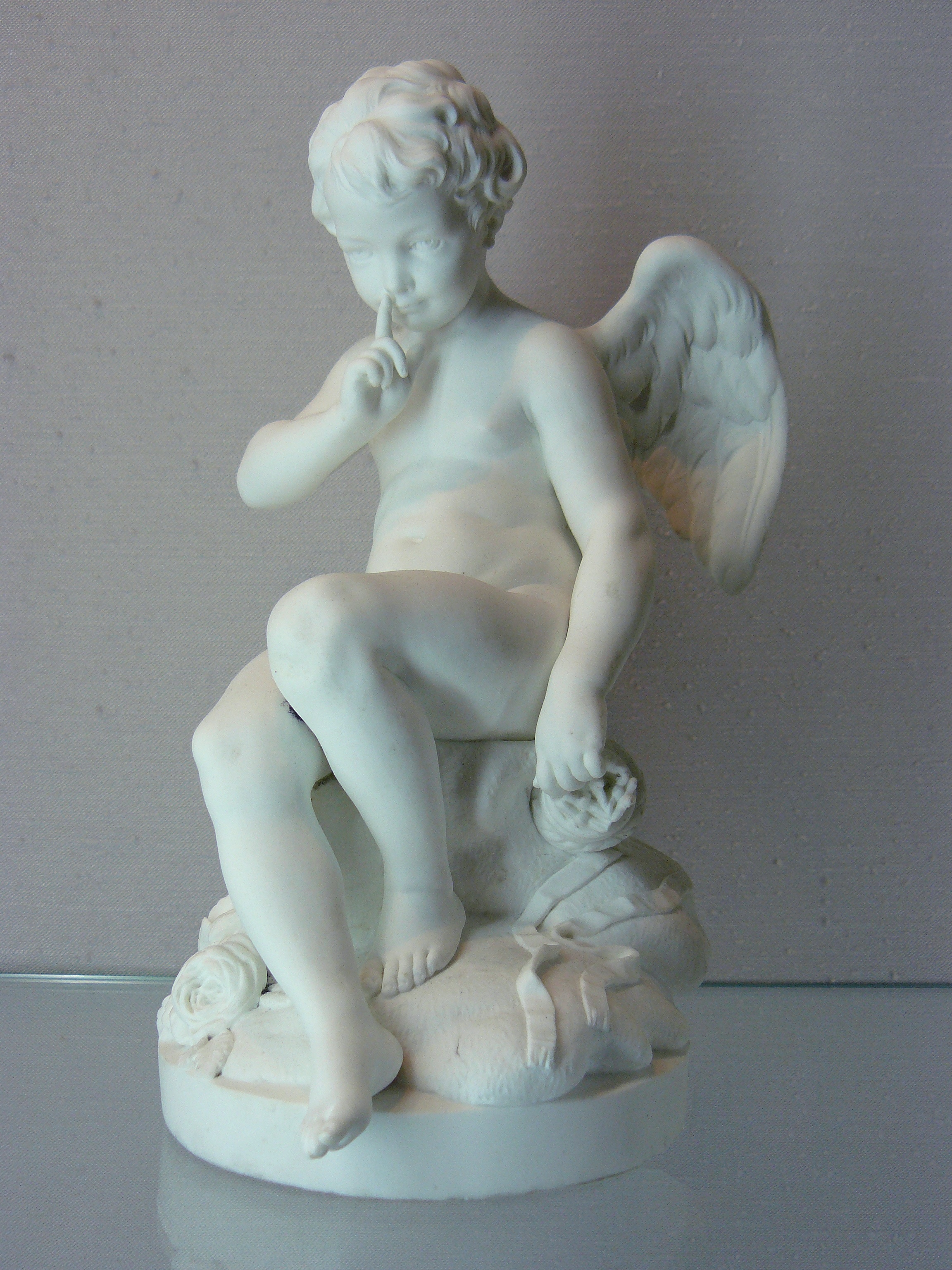
Biscuit de pasta tierna, realizado según modelo de Falconet.

A mediados del siglo XVIII, la fábrica produjo una porcelana china. Las innovaciones más importantes fueron los colores de fondo y el uso del biscuit para pequeñas esculturas.
El primer color y el más célebre fue el azul intenso, utilizado por primera vez en 1749, en las primeras obras se aprecian ligeros corrimientos del color, que más adelante fue perfeccionado y se combinó la decoración con oro de 24 quilates que se aplicaba en ligeros relieves y que en toda Francia solo se podía se usado por la fábrica Vicennes-Sècres. El segundo color fue el azul celeste que reproducía algunas porcelanas chinas. En 1756 se introdujo el color verde prado, que se combinada con el azul o el rosado. Este último color, fue llamado el «rosa Pompadour» o «rosa Du Barry» nombres de las dos favoritas de Luis XV. Este rosa fue elaborado en 1757 por el químico Jean Hellot y se empleó con frecuencia durante una década y raramente después.
Los motivos decorativos más habituales fueron las ramilletes de flores «rocaille» de gusto rococó así como paisajes con amorcillos rosados o azules sobre fondo blanco, las vajillas adquirieron formas de gran refinamiento debido a los grandes artistas empleados en la manufactura, entre los que se puede destacar al orfebre Jean-Claude Duplesis que estuvo trabajando, desde la inauguración en 1756 de los nuevos edificios de la Manufactura de Sèvres, diseñando vajillas y grandes copas o jarrones.
La fábrica se distinguió también por la creación de pequeñas esculturas o estatuillas realizadas en biscuit realizadas en color blanco, los artistas se inspiraron en escens galantes y pastoriles derivadas del pintor François Boucher, fueron modeladas por escultores como Jean-Jacques Bachelier o Étienne-Maurice Falconet. Estos biscuits realizados antes de 1766 fueron realizados con porcelana de pasta blanda y los posteriores con porcelana de pasta dura. Estas figurillas no llevan la marca de fábrica real de las dos L entrelazadas, aunque algunas presentan las iniciales B o F grabadas.

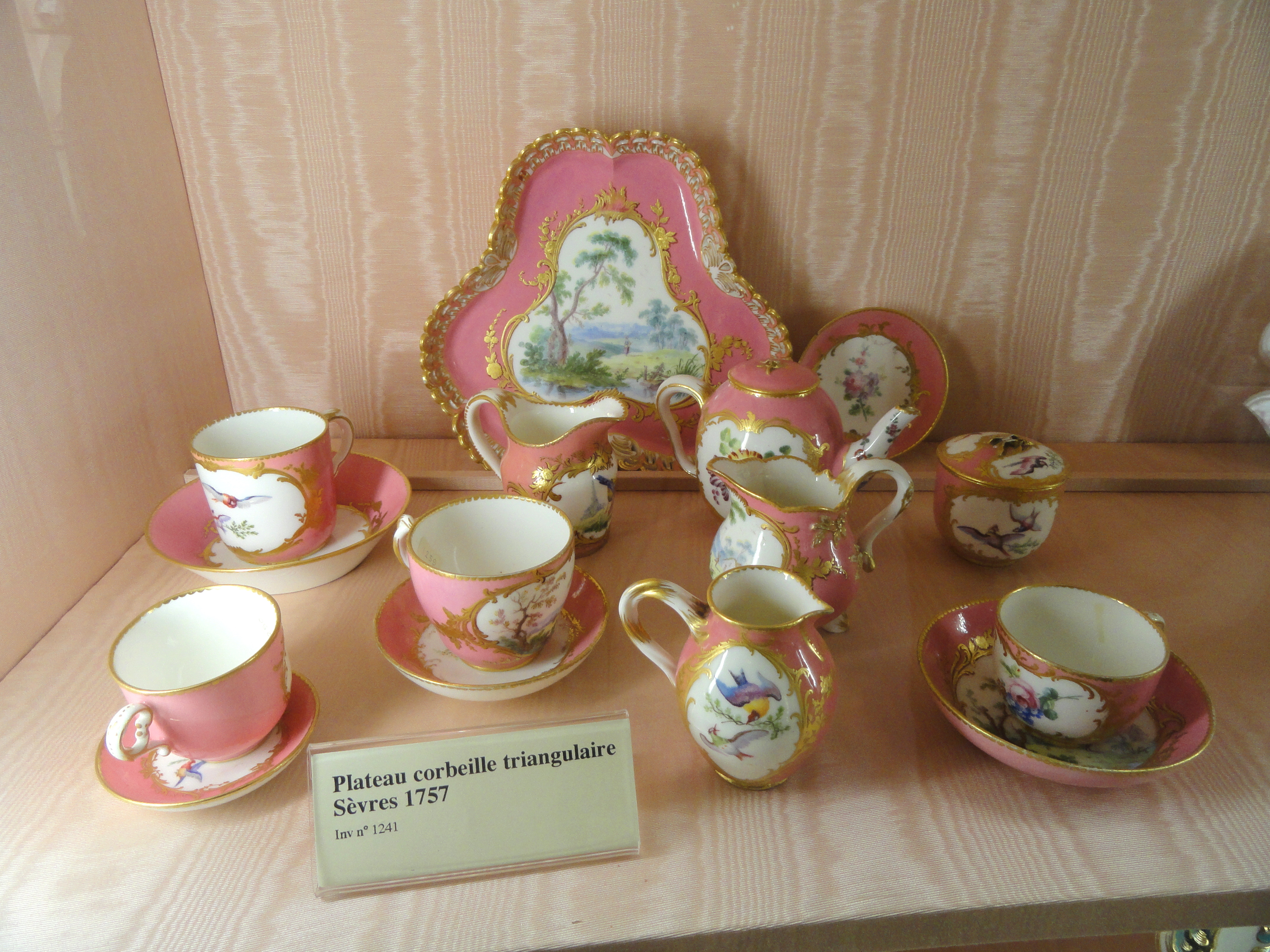
Porcelana rosa de 1757, Sèvres.
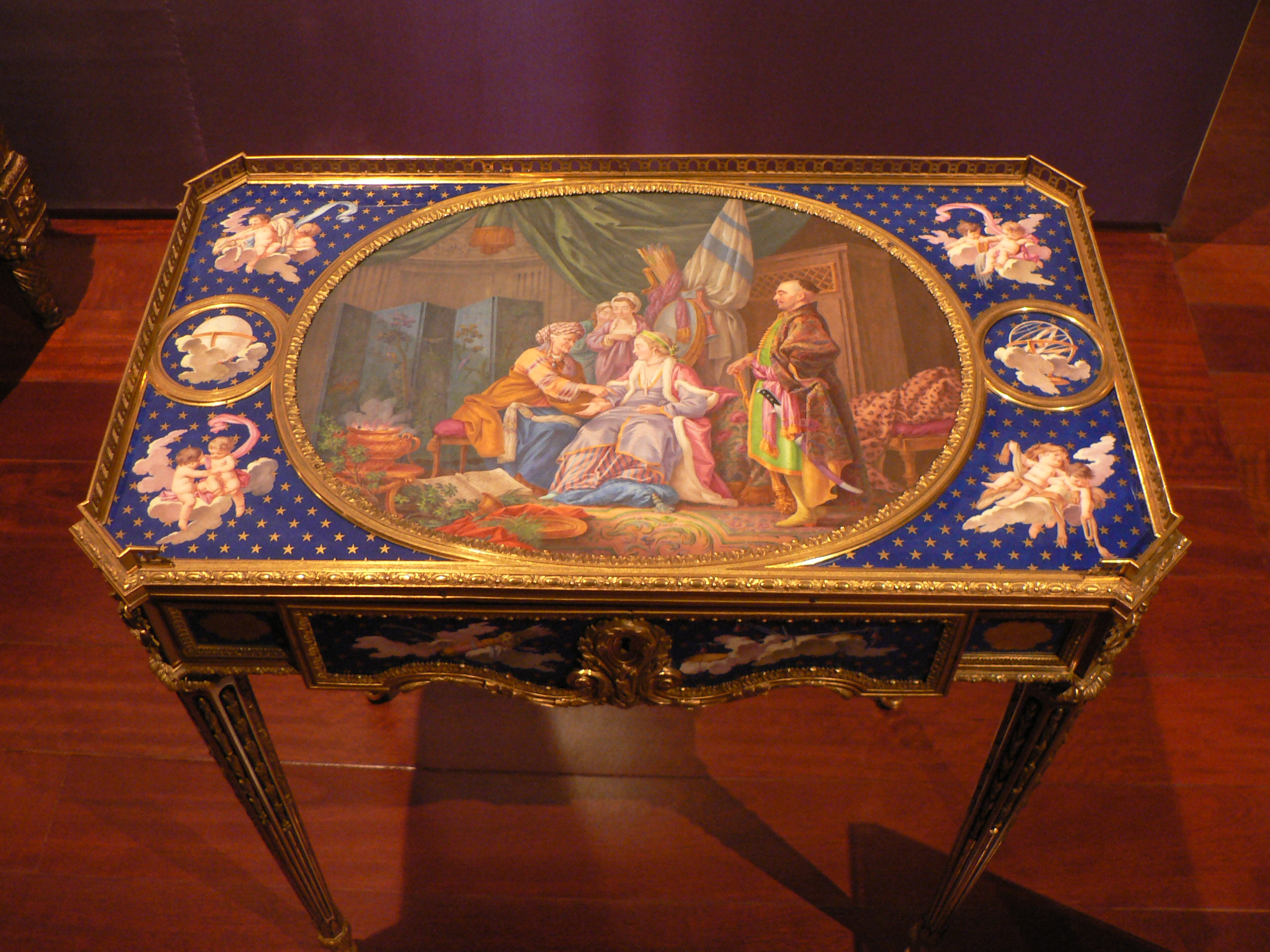
Escritorio de maderas exóticas, porcelana de Sèvres y bronce. 1772
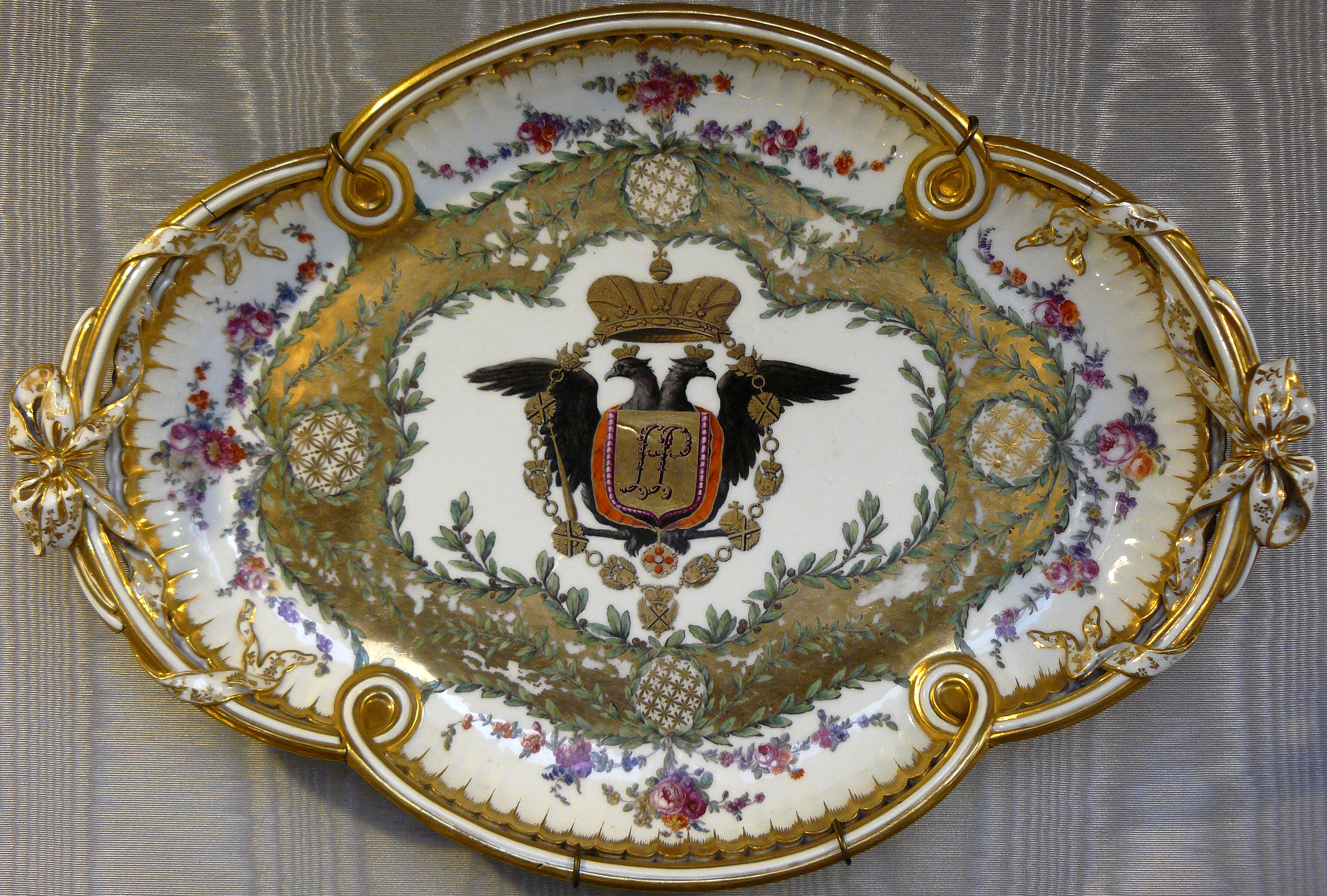
Fuente de porcelana de pasta dura, decoración de oro, Sèvres, 1773.
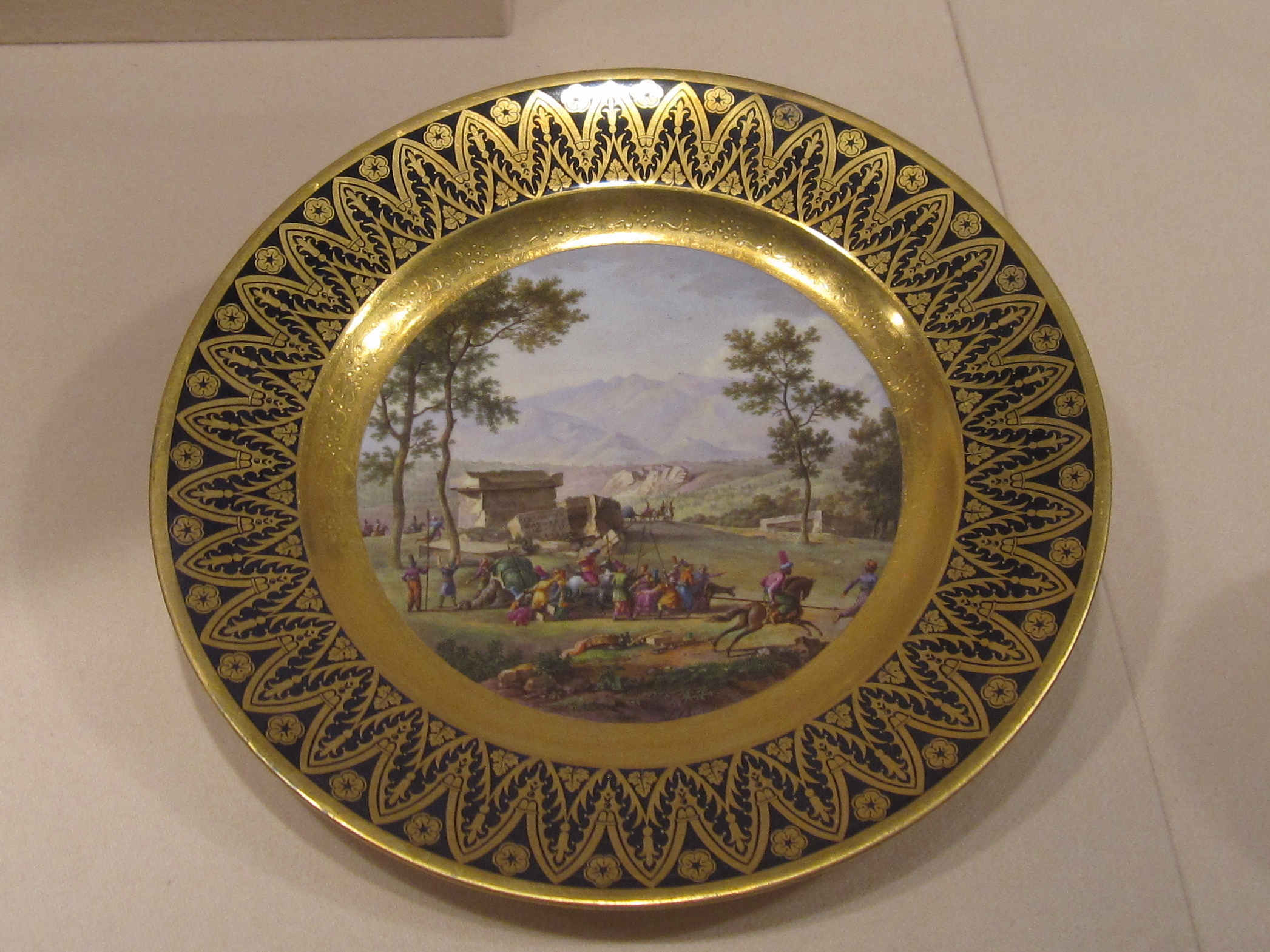
Plato de porcelana dura. Decorado en azul y oro, Sèvres, 1814.
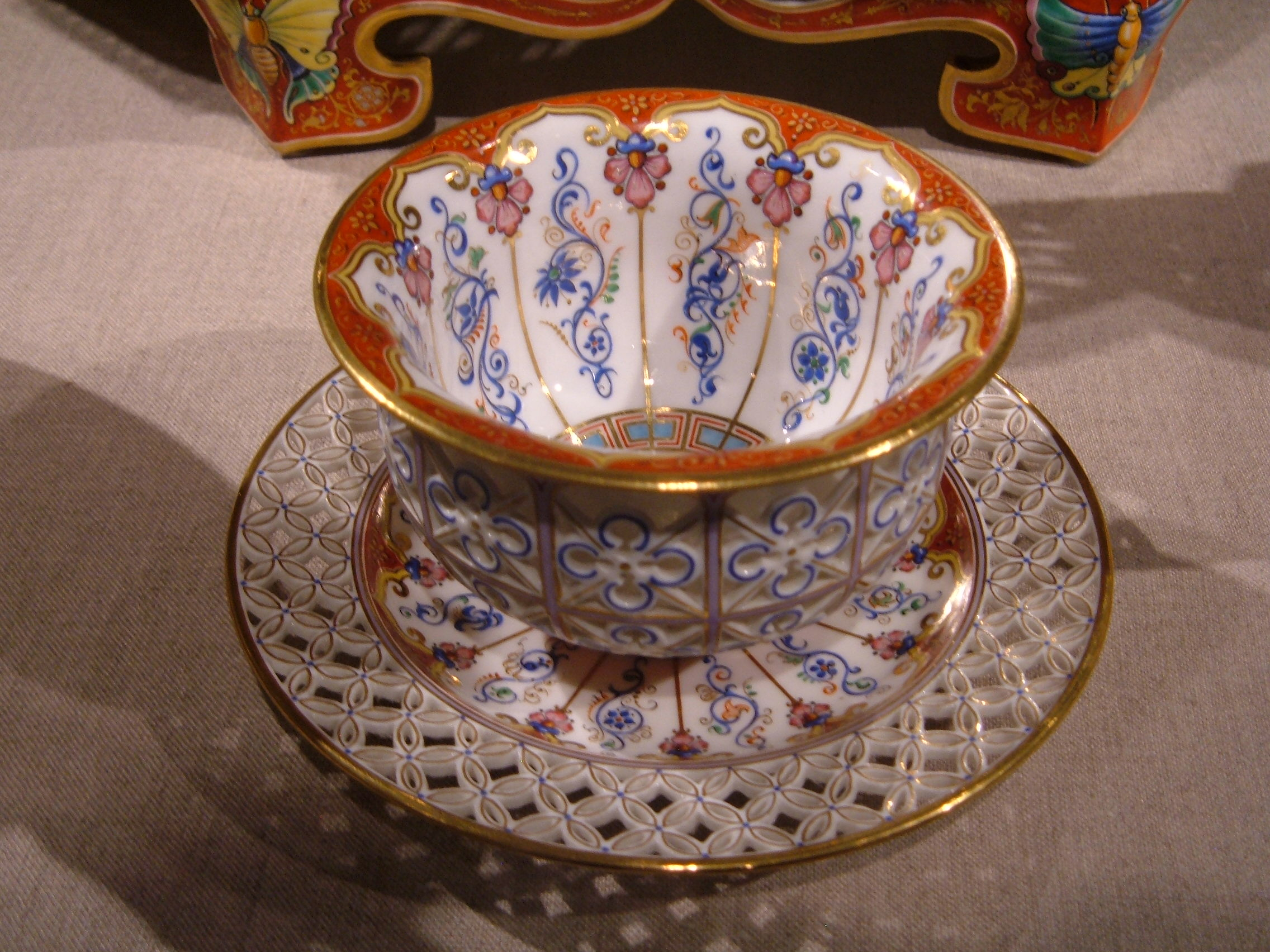
Parte de un servicio de desayuno, Sèvres, 1839.

### El desarrollo de la porcelana dura
En 1768, dos investigadores de la fábrica descubrieron por primera vez un yacimiento de caolín en suelo francés, cerca de Limoges. El 13 de febrero de 1771, el conde de Thy de Milly de la Academia de Ciencias de Francia, realizó una memoria sobre la composición de la porcelana de pasta dura. Esta tesis se publicó en 1777en la enciclopedia en el volumen VIII con el título de Art de la porcelaine. Estos trabajos provienen de las observaciones efectuadas en diferentes fábricas establecidas en Alemania, especialmente en Sajonia. «Hasta entonces se había hecho en fábricas de porcelana establecidas en Francia, sin exceptuar la de Sevres, las porcelanas vítreas, que no tenía cualidades reales ....». La porcelana dura se comercializó en Sèvres a partir de 1770.
Durante la Revolución francesa, la fábrica sufrió un decrecimiento en su producción. De 1800 a 1847, la fábrica ganó fama internacional bajo la dirección de Alexandre Brongniart, nombrado por Claude Louis Berthollet. Durante todos estos años se realizaron numerosas innovaciones técnicas y la colaboración de artistas contemporáneos. Una de sus primeras decisiones fue el promover la fabricación en porcelana de pasta dura y conseguir nuevas técnicas como la llamada pasta de bronce (1802), la incrustación de camafeo (1821) así como la introducción de nuevo colorido y dorado, éste se trataba con el dorado brillante, a base de bruñir la superficie con una piedra de ágata o el dorado opaco, que se realizaba frotando el oro con arena muy fina.

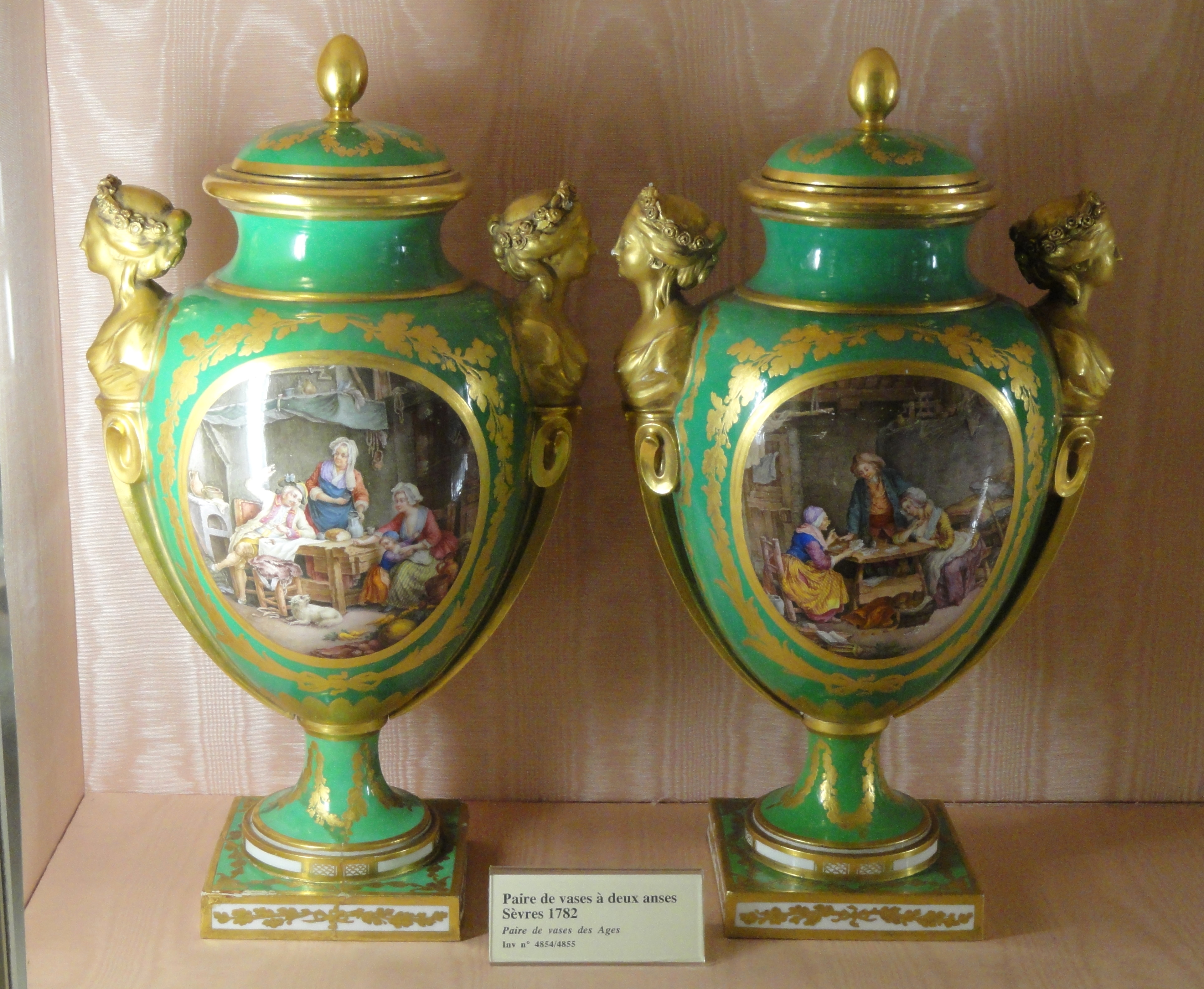
Jarrones de porcelana en color verde y dorados, Sèvres de 1782.
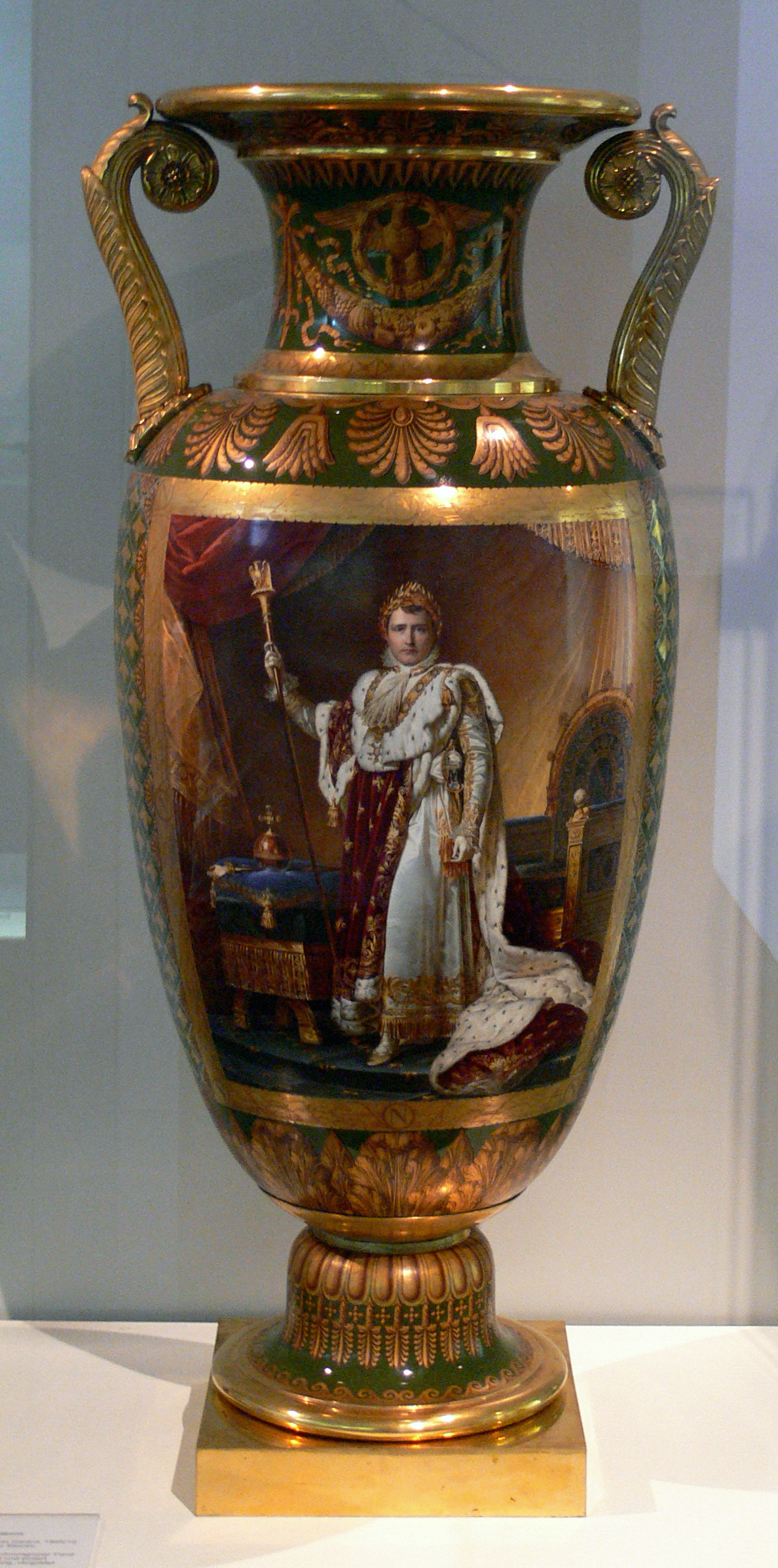
Gran jarrón con el retrato del emperador Napoleón I por Francois Gerard, Sèvres 1810-1814.
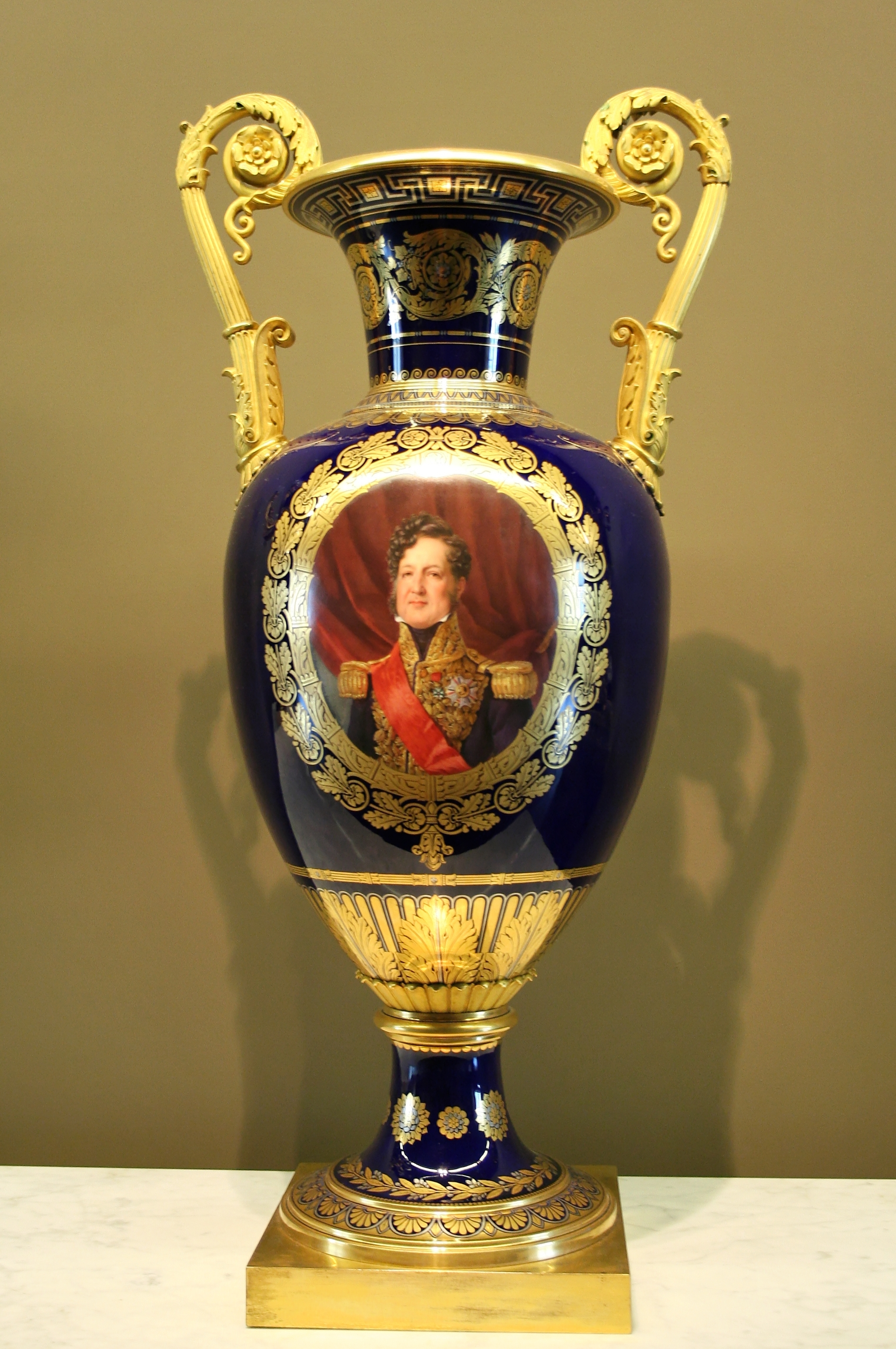
Jarrón de huevo con la efigie del rey Luis Felipe. Porcelana dura y de bronce dorado, Sèvres 1837.
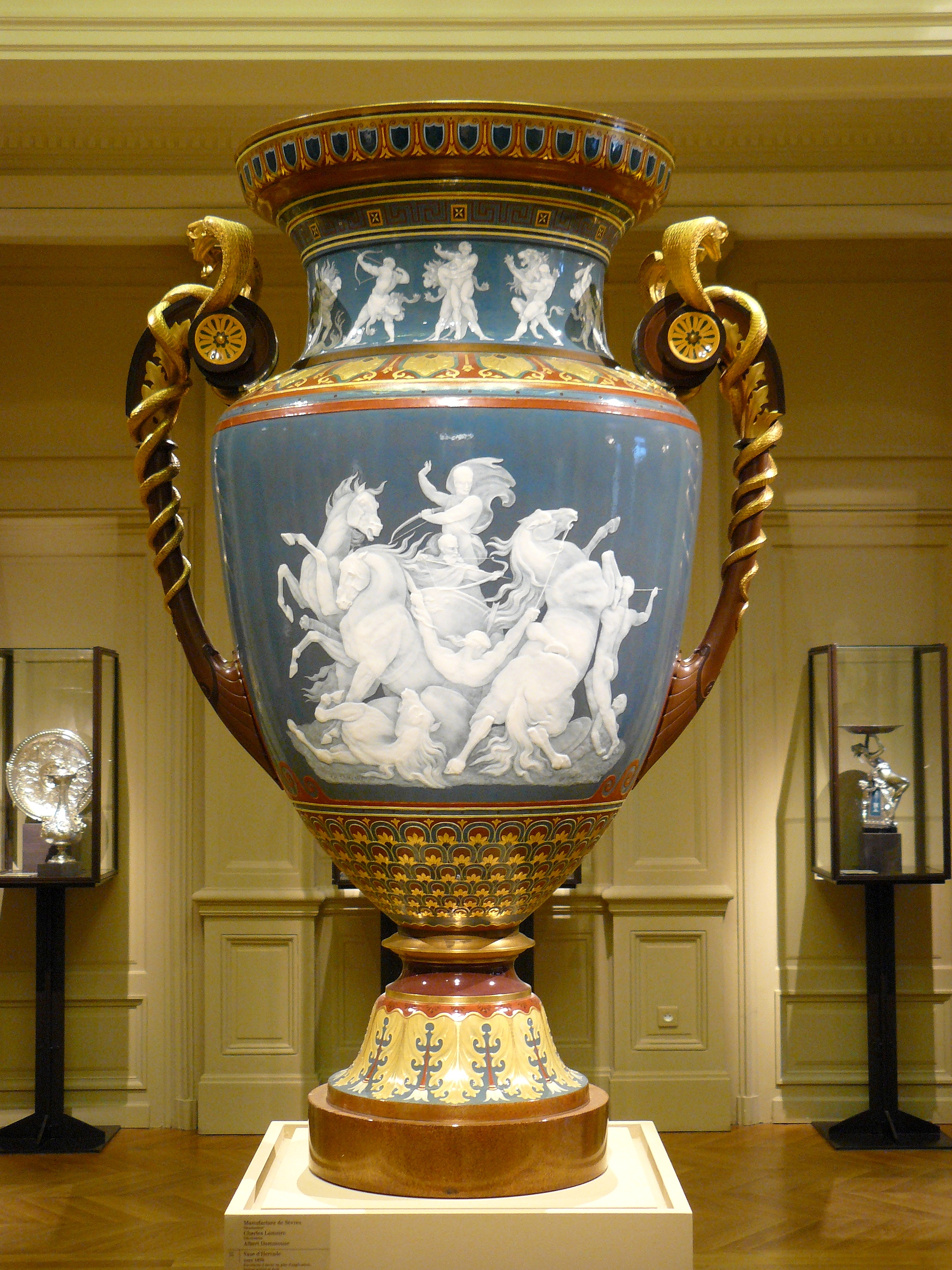
Jarrón de Hércules, con aplicación de «pasta sobre pasta» como decoración, Sèvres, hacia 1878.

Los cánones estilísticos del Imperio napoleónico conferían una uniformidad en las formas y en la decoración de las piezas. La temática iconográfica se remontó a la Antigüedad grecorromana, al Egipto Antiguo y a la exaltación de Napoleón. En la categoría de jarrones la decoración se afincó en la cartela como tema central a la manera de un cuadro de pintura, con adornos dorados que reproducían símbolos de Bonaparte como las espadas y estrellas, dibujadas por Alexandre-Théodore Brongniart —padre del director de la fábrica en aquel momento—, y con los colores de fondo azul, verde o púrpura.

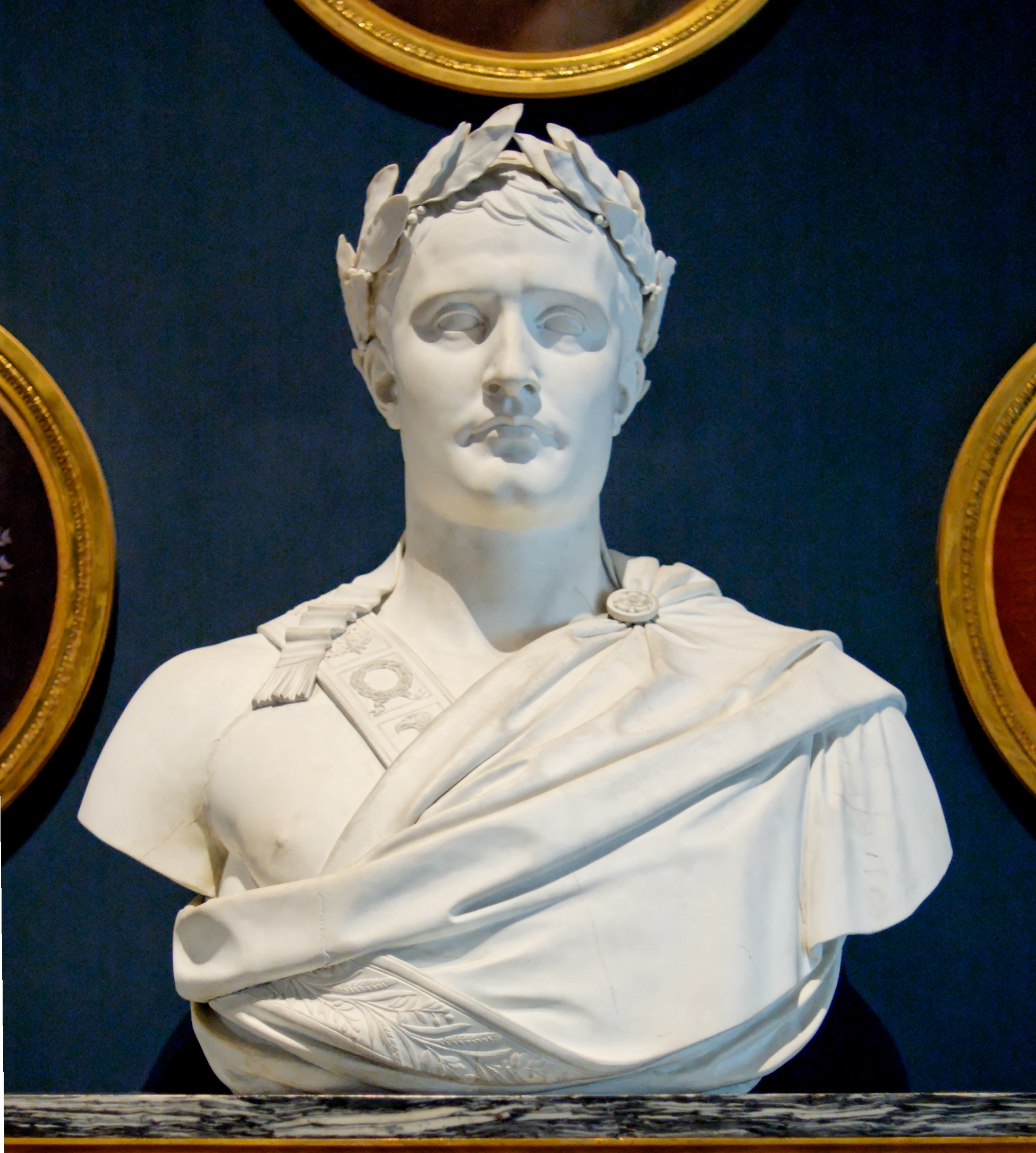
Busto del emperador Napoleón I. Biscuit, 1811, según modelo de Antoine-Denis Chaudet.

Los biscuits siguieron siendo piezas solicitadas con retratos de personajes, realizados por escultores neoclásicos, como François Joseph Bosio que hizo el busto de María Luisa, o Antoine-Denis Chaudet que modeló los de Napoleón y Josefina. También se produjeron copias de esculturas antiguas del Louvre. Objetos decorativos como candelabros, columnas, relojes, muebles o cofres para joyas fueron obras habituales. En la pintura sobre porcelana se copiaron composiciones de Jacques-Louis David, escenas militares de Swebach o el pintor Le Guay para figuras. Bajo la Restauración, triunfaron las composiciones y dibujos de Jean-Honoré Fragonard. Siguieron los encargos de retratos de la realeza y nobles y también antiguas figuras ecuestres.
A partir de mitad del siglo XIX, la dirección corrió a cargo de un profesional técnico y otro artístico. Durante el Segundo Imperio Francés (1852-1870) el estilo fue el eclecticismo y el historicismo, algunos modelos recuperaron tipologías del pasado como el manierismo de Fontainebleau y el barroco de Versalles. En la Exposición de París de 1855 la fábrica presentó piezas con nuevas tonalidades con fondos, grises, amarillos o pardos y gracias a investigaciones sobre atmósferas de cocción en 1862 se presentó la «pasta camaleón», que conseguía cambiar de color: bajo la luz natural se presentaba gris y bajo luz artificial rojo. Otra técnica de decorado fue la «pâte-sur-pâte» (pasta sobre pasta) introducida a mediados del siglo XIX, se obtiene añadiendo varias capas de porcelana en estado semilíquido sobre un fondo de biscuit coloreado, se deja secar cada capa antes de extender la siguiente y se va modelando con instrumentos metálicos se da una última capa de barniz y se pasa a su cocción.
En 1875, la fábrica se trasladó a edificios especialmente construidos por el Estado francés, bordeando el parque de St. Cloud. Continuando desde entonces la producción siempre en estos lugares, clasificados como Monumento histórico de Francia.

### Las mujeres en la manufactura real

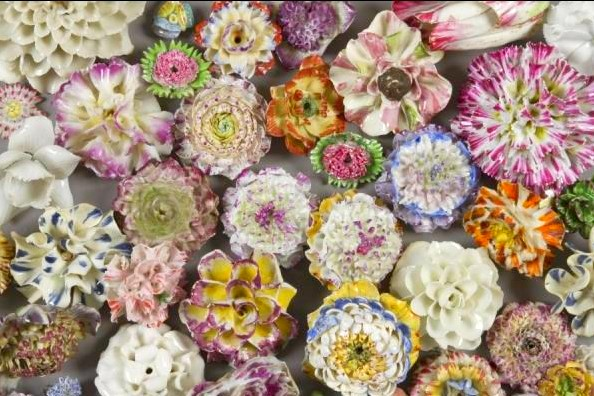
Flores de porcelana realizadas por la «fleurisserie» en el.

En la manufactura de Vincennes, en pleno desarrollo en 1748, se creó una  «fleurisserie», compuesta por una veintena de chicas jóvenes bajo la dirección de Mme. Cravant. Estuvo en funcionamiento hasta 1753, fecha en que se prohibió a las mujeres trabajar en la fábrica. Sèvres tuvo en 1756, doscientos trabajadores de sexo masculino. «[...] Las pocas mujeres que continuaron trabajando en Vincennes y después en Sèvres, (la fleurisserie), lo hacían en su domicilio, llevando y trayendo todos los días, a pesar del riesgo de rotura, los delicados trabajos de pintura o dorado.»

## Fabricación de la porcelana

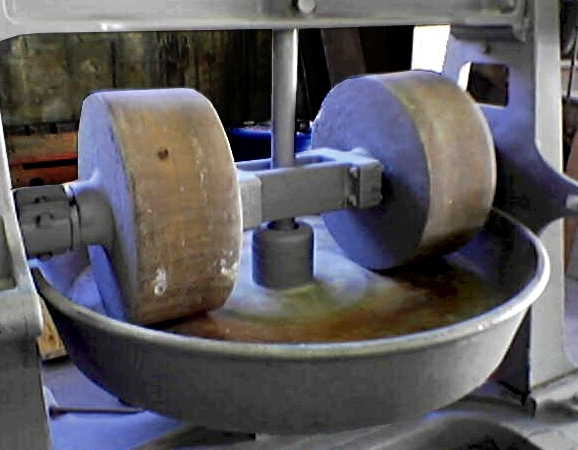
Piedras en la muela.

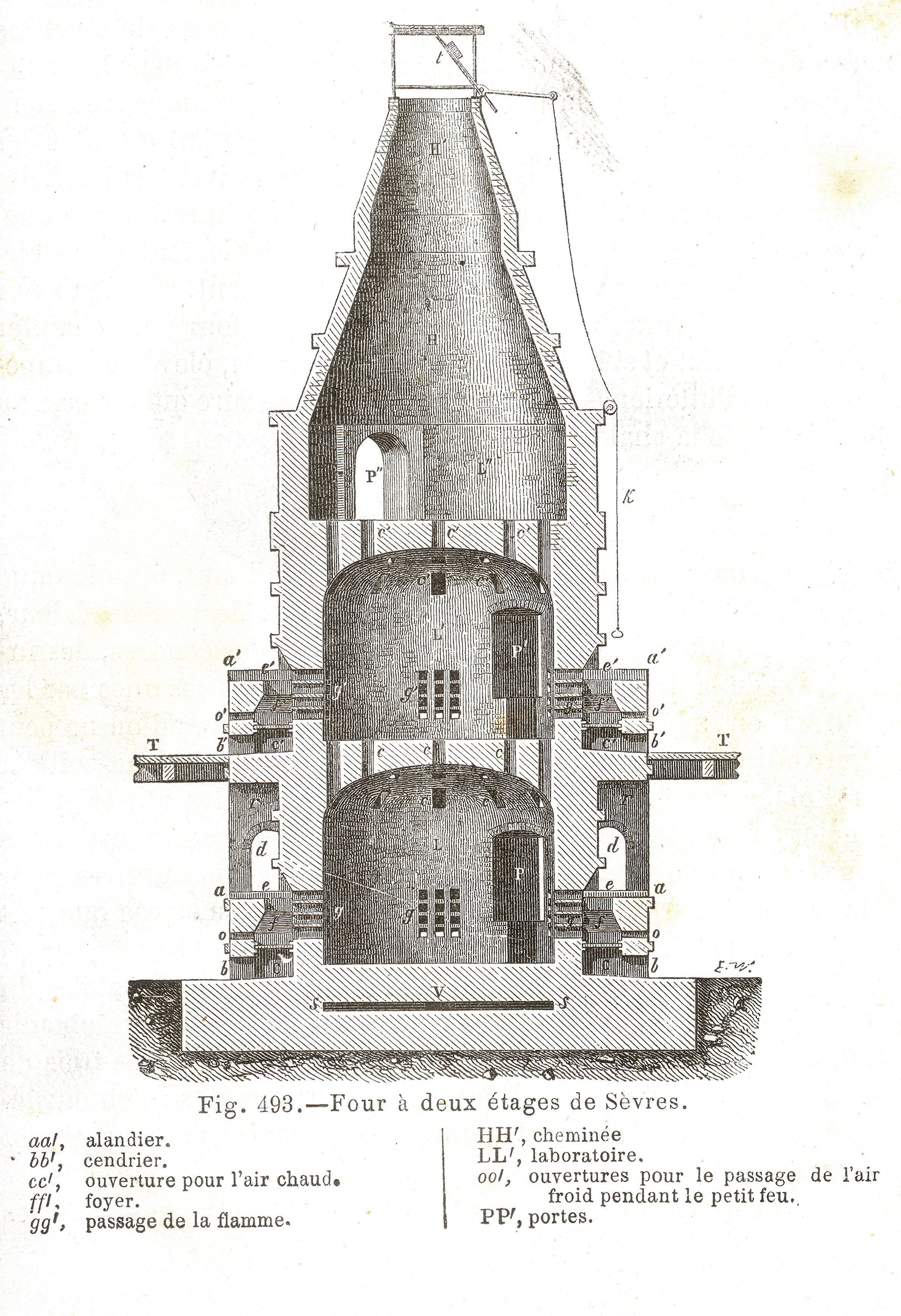
Horno de cerámica en Sèvres. Dictionnaire de chimie industriel (Barreswil, A. Girard) 1864.

El caolín tradicionalmente venía de Saint-Yrieix-la-Perche, cerca de Limoges. En la actualidad, las fuentes se diversifican. El esmalte, destinado a ser aplicado sobre el caolín después de la cocción, se compone principalmente de pegmatita de Marcognac, mezcla de feldespato y cuarzo. El color «azul Sévres» es característico de la fábrica. Este se obtiene con un óxido de cobalto que se incorpora en el barniz.

### Los hornos delsigloXIX
El ceramista Ambroise Milet cuando entró en la fábrica fue nombrado sucesivamente «director de hornos y las pastas» y «jefe de producción» antes de dejar la manufactura en 1883 a los 54 años. Una de las mayores tareas que Ambroise Milet dirigió, fue la construcción de seis grandes hornos de leña en 1877. Estos hornos están clasificados como monumentos históricos.
- Los hornos consisten en un cuerpo cilíndrico dividido en 3 niveles, el inferior llamado primer laboratorio (diámetro 2,60 m y 3 m de altura), en el centro, el segundo laboratorio (diámetro 2,60 m y 2 m de altura), y la parte superior el cono de la chimenea (2 m). La cámara de combustión es una abertura en la parte inferior del primer laboratorio (altura de 1 m, ancho 0,58 m  y profundidad de 0,29 m).[20]
- En la bóveda, entre el primer y el segundo laboratorio se encuentra un gran tubo en el centro y nueve pequeños en el perímetro. Estos tubos se utilizan para guiar las llamas y evacuar los gases quemados. Unas rejillas llamadas guarda-fuegos están dispuestas para dividir la llama.
- En la parte inferior del segundo laboratorio, unos pequeños «alandiers» permiten aumentar más la temperatura. El horno tiene cuatro hogares para distribuir el calor.
- La madera empleada para calentar los hornos es exclusivamente de abedul. Su combustión fuerte y rápida es uniforme, su llama es larga y emite poca ceniza. Esta madera es la única capaz de conseguir en el horno la temperatura deseada (baja temperatura a 800 °C, gran temperatura de 1300 °C). La cocción se realiza con registros de 73 cm de longitud.
- En este mismo horno se efectúa la cocción del biscuit en 15 a 16 horas, y el barniz o esmalte entre 11 y 12 horas.

Una cocción requiere 25 metros cúbicos de madera que se queman en 48 horas con una técnica precisa para la elevación de la temperatura. El horno necesita entre quince y veinte días para enfriar. El muro que bloquea la puerta se derriba para el deshornado. Un centenar de piezas se pueden cocer al mismo tiempo, dependiendo de su tamaño y volumen.
La cocción en estos hornos provee de inigualables cualidades al esmalte imposibles de conseguir con otras técnicas de calor. La alta uniformidad de calor en el horno y enfriamiento extremadamente progresiva explica estas cualidades. Por otra parte, estos hornos son los únicos capaces de producir piezas de tamaño excepcional, de las que en Sevres se ha originado una especialidad.
La última gran cocción de madera tuvo lugar en octubre de 2006. Fue necesario casi un año de trabajo en todos los talleres para fabricar y decorar las piezas. Cerca de 150 piezas fueron puestas en «L'Epreuve du Feu» (prueba de fuego), nombre de la exposición con la que se presentó entonces estas obras en la Galerie parisienne de la fábrica. La apertura del horno como demostración de su utilización, se transmitió en directo por televisión. Aparte de estas cocciones excepcionales, la fábrica utiliza hornos eléctricos para toda su producción actual.

## Marcas de la fábrica
Al constituirse la nueva sociedad de la manufactura, en la que Luis XV era el principal socio, se concedió el uso como marca la del monograma real: dos letras L entrelazadas, en este monograma se añadía una letra siguiendo el orden alfabético que indicaba el año de producción, en el que el primer año 1753 llevaba la letra A y B para 1754 y los años siguientes las sucesivas. A partir de 1778 AA, 1779 BB y siguiendo de nuevo el mismo orden.

## La fábrica en elsigloXXI
Hasta el 2009, la Manufacture nationale de Sèvres fue un servicio de competencia nacional del Ministerio francés de Cultura y Comunicación. El 1 de enero de 2010, formó junto con el Museo nacional de cerámica de Sèvres, el establecimientro público Sèvres - Ciudad de la cerámica en el marco del Decreto de 26 de diciembre de 2009.
Dentro de esta institución pública, su misión, es la misma que desde su creación en 1740, la producción de objetos de arte de cerámica con técnicas tradicionales, ya de nuevas ediciones de los antiguos modelos o diseños contemporáneos. Se difunde su producción, destinada tanto para el gobierno como para las necesidades de ventas comerciales y es responsable el Estado francés de promover la investigación tecnológica y artística en el campo de la cerámica. Sus diseños se centran en piezas de alta calidad, lo que perpetúa una artesanía de excelencia, que deja de lado la dimensión de la producción de cerámica industrial.
Las creaciones de la fábrica sólo son visibles en dos galerías: una en Sevres y la segunda en París, en el distrito primero, entre el Louvre y la Comédie-Française. La manufactura también organiza numerosas exposiciones en todo el mundo y participa en exposiciones y ferias de arte contemporáneo. La fábrica tiene unos archivos que identifican con precisión el año de producción y autor de cada objeto.